# Boris Duncan
Ronald „Boris“ Duncan (* 4. September 1962 in Broughty Ferry) ist ein ehemaliger britischer Skirennläufer.

## Karriere
Duncan wurde in Broughty Ferry, einem Vorort von Dundee geboren. Sein internationales Renndebüt feierte er bei den Weltmeisterschaften 1982 in Schladming, wobei er in der Abfahrt Platz 36 belegte.
1988 nahm Duncan erstmals an Olympischen Winterspielen teil, dort belegte er den 37. Rang in der Abfahrt. Seine ersten Weltcuppunkte gewann Duncan am 15. März 1990 in Åre mit Rang 13 in der Abfahrt.
Sein bestes Ergebnis bei einem internationalen Großereignis erzielte er bei den Weltmeisterschaften 1991 in Saalbach-Hinterglemm mit einem 25. Rang in der Abfahrt.
Sein letztes internationales Rennen bestritt er am 10. Januar 1993 in Garmisch-Partenkirchen, danach ist er als Rennläufer nicht mehr in Erscheinung getreten.

## Erfolge

### Olympische Winterspiele
- Calgary 1988: 37. Abfahrt, DNS Super-G, DNS Alpine Kombination
- Albertville 1992: 31. Abfahrt, 40. Super-G, DNF Alpine Kombination

### Weltmeisterschaften
- Schladming 1982: 36. Abfahrt
- Crans-Montana 1987: 27. Alpine Kombination[3], 38. Abfahrt[4]
- Vail 1989: DNS Abfahrt[5]
- Saalbach-Hinterglemm 1991: 25. Abfahrt, 35. Super-G[6]

### Weltcup
- 3 Platzierungen unter den besten 30